# Карамык
Карамык — река в Петровском районе Ставропольского края, правый приток реки Калаус.

## Географические сведения
Исток реки находится на северном склоне горы Куцай. Река Карамык является правым притоком реки Калаус, протекает в черте города Светлограда. Длина — 14 км, площадь бассейна 55,6 км². Высота устья — 140 м над уровнем моря.
Питание реки смешанное. Имеет многочисленные притоки. В основном это родники, бьющие с северного склона горы Куцай. Сейчас этот район плотно застроен, и в пойме остаются небольшие озерца которые часто пересыхают. Отвод воды от этих озёр осуществляется по системе дренажей как например между улицами Кавказской и Партизанской.

## История

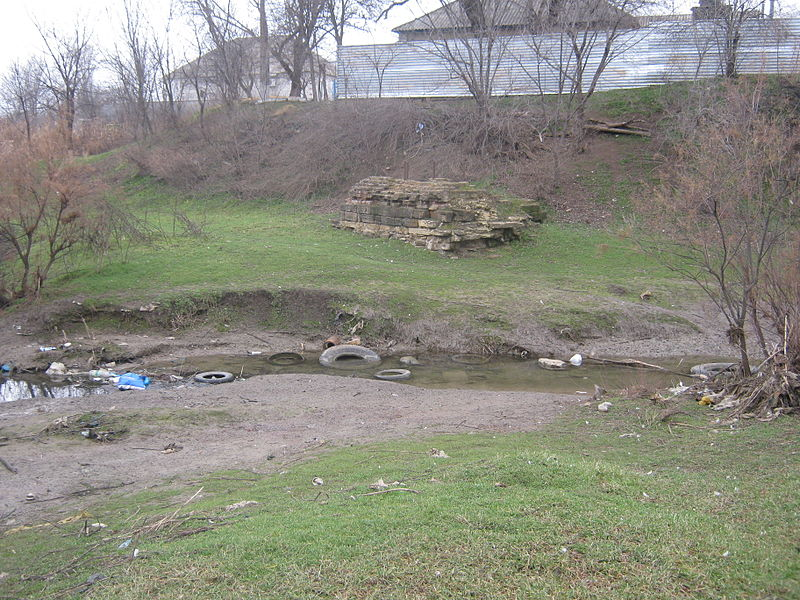
Фундамент водяной мельницы на реке Карамык принадлежавшей крестьянину Черноволенко.

Карамык возле 1-го тупика Николаенко.

До прихода в этот район Петра Бурлака, в долине реки рос глухой лес. Наличие воды и строительного материала и предрешило судьбу данного региона. Прибывающие поселенцы строили свои дома. В долине реки появилось два хутора: Долгое и Хутун.
В дальнейшем села разрастались. Поскольку основным занятием жителей было хлебопашество, на реке быстро возникли водяные мельницы. Их фундаменты сохранились до сегодняшнего дня (2011 год), в частности, за Гимназией № 1.
В настоящее время в микрорайоне Долгое на реке построена насосная станция, которая обеспечивает микрорайон водой.

## Экологическое состояние
Протекание реки в черте города приводит к её сильному загрязнению из-за возникновения неорганизованных свалок мусора. Решение экологической проблемы властями города проходит крайне вяло.

## Мосты

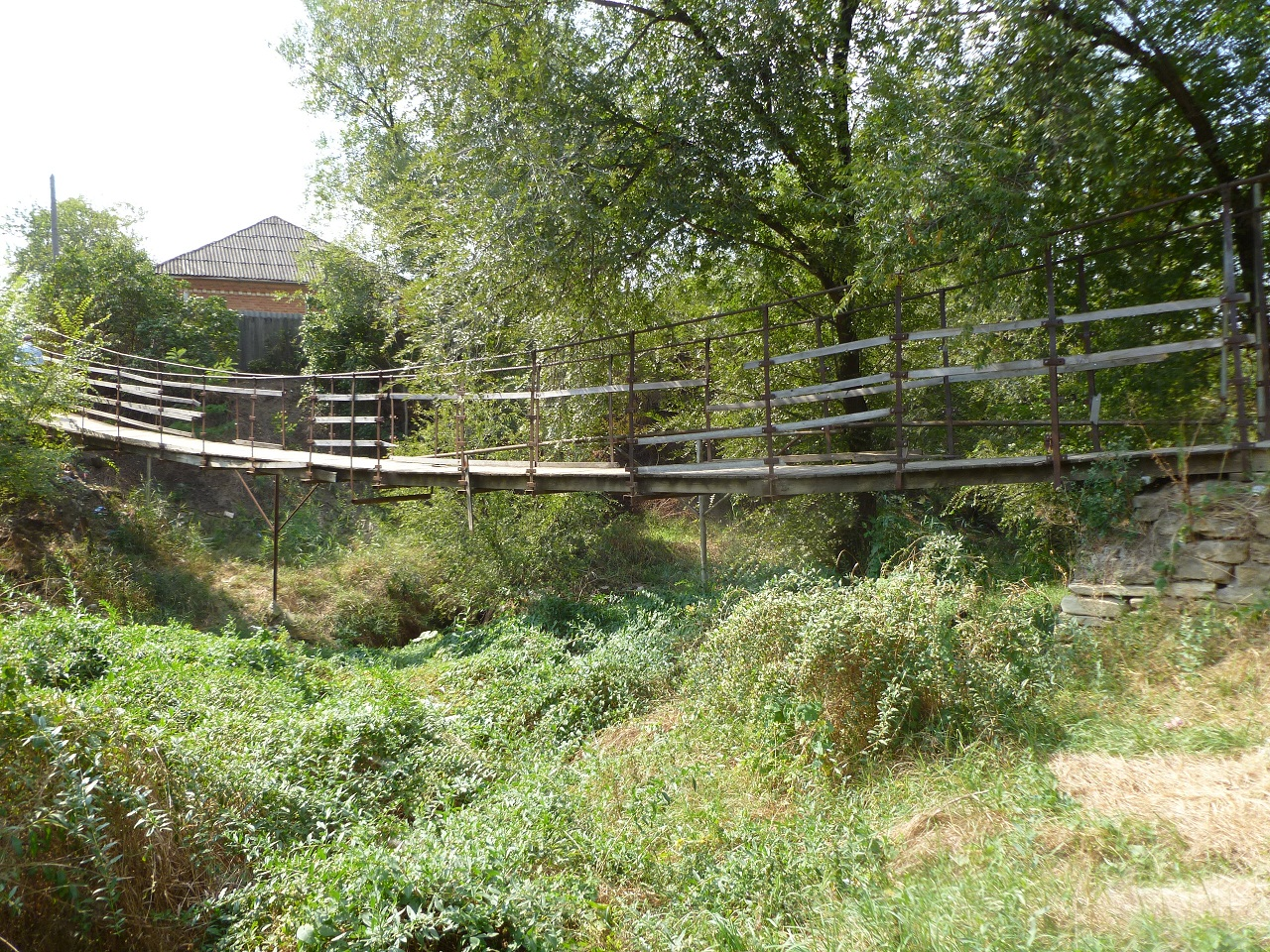
Мост через р. Карамык

Мосты в Светлограде от истока к устью:
- автомобильный мост на улице Шевченко.
- автомобильный мост на улице Калинина.
- автомобильный мост на улице Комсомольской.
- автомобильный мост на улице Сельскохозяйственной.
- Пешеходный мост между улицами 2-й тупик Николаенко и Калаусской.